# Elaphria castrensis
Elaphria castrensis là một loài bướm đêm trong họ Noctuidae.